# 47164 Ticino
47164 Ticino è un asteroide della fascia principale. Scoperto nel 1999, presenta un'orbita caratterizzata da un semiasse maggiore pari a 2,9042371 au e da un'eccentricità di 0,2017317, inclinata di 10,56079° rispetto all'eclittica.
L'asteroide è dedicato all'omonimo cantone della Svizzera.